# جان جورج
جان جورج (انگلیسی: Jann George؛ زادهٔ ۳۱ ژوئیهٔ ۱۹۹۲) بازیکن فوتبال اهل آلمان است.
از باشگاه‌هایی که در آن بازی کرده‌است می‌توان به باشگاه فوتبال گروتر فورث، باشگاه فوتبال نورنبرگ، و باشگاه فوتبال یان رگنسبورگ اشاره کرد.